# TOI-5205
TOI-5205는 M형 주계열성인 항성이다. 2023년에 새로 발견된 항성이기도 한다.

## 특징
TOI-5205는 M형 주계열성이며 2023년에 최초로 발견된 항성이다. 지구로부터 약 285 광년 떨어져 있으며 지구가 속한 태양계의 항성인 태양보다 훨씬 작고 온도가 낮으며 질량도 낮은 M형 주계열성이 되는 적색 왜성이다. 하지만 이 항성은 다른 같은 질량을 가진 M형 주계열성과는 확실히 구별되는 독특한 특징을 지니고 있는데 바로 같은 질량의 작은 M형 주계열성이 가지지 않는 목성형 행성이란 가스 행성을 가지기 때문이다. 이 항성은 우리 태양계에서 가장 큰 행성인 목성에 비해 겨우 4배밖에 크지 않은 작은 항성임에도 불구하고 목성 급으로 큰 가스 행성인 TOI-5205 B라는 행성을 가지고 있으며 이는 천문학에선 있을 수 없는 일이라고 처음에 발견된 2023년부터 매우 큰 파장을 불러 일으켰다. 물론 질량이 작고 태양보다 훨씬 온도도 낮지만 수명은 극단적으로 긴 편인 M형 주계열성이라도 목성 급의 가스 행성을 가진 항성이 아예 없는 것은 아니지만 그러한 M형 주계열성이라도 기존에 천문학의 이론과 새로운 외계 행성 발견은 M형 주계열성 중에서도 질량이 제법 큰 항성에서만 목성 급의 가스 행성이 발견되었는데 TOI-5205와 같이 M형 주계열성 중에서도 질량이 아주 낮은 편에 속하는 항성에서도 목성형 행성이 발견되었기 때문에 이는 기존 천문학의 이론을 뒤집는 매우 큰 발견이 되는 것이다. 그래서 TOI-5205 B는 2023년에 처음 발견됐을 때는 금단의 행성이라고 호칭 되어 명명되었다. 이는 적어도 K형 주계열성 이상이나 M형 주계열성이라도 질량이 큰 항성들에서만 발견되던 목성 급의 가스 행성이 있다고 생각한 천문학에 기존 편견의 이론을 타파하는 것이 된다. 또한 이를 토대로 천문학에서 비유하는 표현이 있는데 태양계에서 목성이 태양을 도는 것은 완두콩이 자몽을 도는 것이라면 TOI-5205 B가 TOI-5205를 도는 것은 완두콩이 레몬을 도는 것과 매우 비슷하다고 상대적인 크기를 비유하였다.

## 같이 보기
- M형 주계열성
- 항성
- 천문학